# Batalla de Arbedo
La batalla de Arbedo se libró el 30 de junio de 1422 en las cercanías de la ciudad suiza de Arbedo-Castione, en el cantón del Tesino enfrentando a las tropas del duque de Milán, Filippo Maria Visconti, mandadas por Francesco Bussone, conocido como Carmagnola, y las fuerzas de Uri, sus aliados de Nidwalden, Lucerna y Zug. El resultado de la batalla fue una victoria de los milaneses y supuso un freno momentáneo a la expansión de Suiza hacia el sur de los Alpes, con lo que el ducado de Milán recuperó los valles del Tesino que hasta el momento se hallaban en manos de los suizos.

## Antecedentes
Durante todo el inicio del siglo XV, los cantones suizos, especialmente el de Uri, intentaban apoderarse de la vertiente sur del paso de San Gotardo. En 1403, la Leventina pasó a ser una posesión del cantón de Uri; diversas campañas militares llevadas a cabo entre 1407 y 1418 permitieron a los de Uri y Obwalden dominar los valles de Ossola, Maggia y Verzasca. En 1419, añadieron Bellinzona. El duque de Milán, que deseaba recuperar dichos territorios, lanzó una contraofensiva el año 1422.

## Los combates

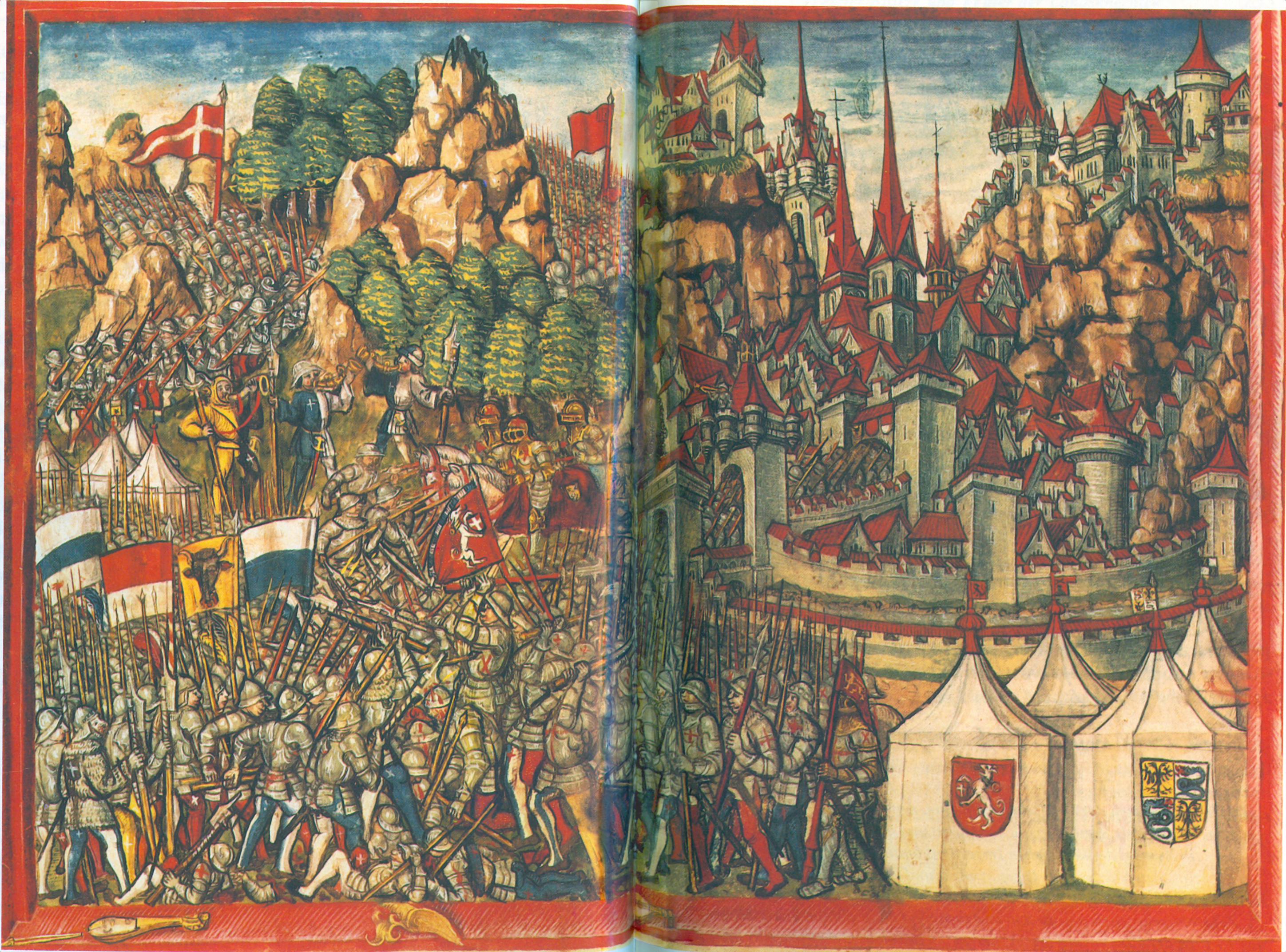
Ilustración de combates durante la Batalla de Arbedo.

Desde abril de 1422, las tropas milanesas, bajo el mando de Francesco Bussone, se apoderaron de Bellinzona, Blenio, la Riviera y la Leventina hasta el monte Piottino.
Uri y sus aliados, los cantones de Nidwalden, Lucerna y Zug, aprestaron un ejército de 2500 soldados, con los que intentaron la recuperación de Bellinzona. El asedio de dicha ciudad resultó infructuoso, con lo que las tropas suizas tuvieron que retirarse hasta las proximidades de Arbedo, en espera de los refuerzos de Schwyz, Glaris y Zúrich.
Las tropas confederadas, mientras esperaban dichos refuerzos, se libraron al pillaje del valle de Mesolcina; situación que fue aprovechada por los milaneses para poder reunir un ejército de 16 000 hombres, que al alba del 30 de junio se lanzaron al asalto del campamento suizo.
Gozando de superioridad numérica, las tropas milanesas de Bussone empujaron en un primer momento a los suizos contra el monte Arbino, pero los confederados, que recibieron la ayuda de sus compañeros que se hallaban dispersos dedicados al saqueo, lograron atravesar las líneas milanesas, franqueando el río Moesa y batiéndose en retirada.
Los 600 refuerzos de Uri que los suizos esperaban llegaron demasiado tarde, y cada uno de los contendientes sufrió varios cientos de bajas.

## Consecuencias
Como consecuencia de la derrota sufrida por los suizos, todas las posesiones helvéticas por debajo del monte Piottino cayeron en manos del duque de Milán. Un acuerdo firmado en 1426 restableció algunas franquicias aduaneras, pero los suizos mantuvieron posteriormente discrepancias sobre la línea a seguir en su política sobre Italia.